# Noche de Halloween
Noche de Halloween es un episodio perteneciente a la serie ALF.

## Sinopsis
El episodio empieza con Willie en la cama hablando con Kate sobre un trabajo que no pudo hacer porque su jefe, Walter Buck lo sacó de él. En ese momento llega ALF quien dice que Willie debería hacer una fiesta de Halloween y Willie acepta pero ALF debe quedarse en el sótano.
Al otro día, Lynn, lleva a la fiesta a su novio, Lagarto (Eric) quien les cuenta que le dieron ese apodo por salvar a un lagarto de la muerte. Mientras, Brian comparte en el sótano los dulces con ALF.
Pronto llegan los vecinos con disfraces lo que intriga a Willie. Más tarde llegaron los Ochmonek con otros disfraces y finalmente, el jefe de Willie que no estaba invitado. La fiesta comienza y todos se divierten bailando y comiendo pero, unos minutos después, suena el timbre y cuando Willie abre ve a ALF con una cremallera pegada al pecho mientras decía: "¡Hola, Willie! espero que no te moleste me estacioné al lado de tu jefe". Willie se asusta y le pregunta a ALF de donde sacó la cremallera y el conesta que la sacó de su nuevo impermiable. 
Cuando bailan limbo, ALF, conocido como Gordon entre los invitados, pasa fácilmente por debajo y propone que el jefe de Willie baile. Pero cuando se agacha le da dolor de espalda y se cae. El episodio termina con ALF dándole un masaje y pidiéndole un ascenso a Willie.
- Datos: Q6044167